# Frank Baltrusch
Frank Baltrusch (* 21. März 1964 in Magdeburg) ist ein ehemaliger deutscher Schwimmer.

## Werdegang
Baltrusch begann für DDR-Verhältnisse erst spät, in der dritten Klasse, mit dem Leistungssport bei Einheit Pädagogik Magdeburg, nachdem er auch erst ein Jahr zuvor schwimmen gelernt hatte. Schon ein Jahr später wurde er an die Kinder- und Jugendsportschule (KJS) delegiert. Seit 1981 war er der beste DDR-Athlet auf der 200-Meter-Rückenstrecke. International kam er jedoch nie über den zweiten Rang hinaus. Bei der Europameisterschaft 1981 in Split belegte der für den SC Magdeburg startende Sportler, der von Christel Seedorf und Ulf Schramme trainiert wurde, den vierten Platz.

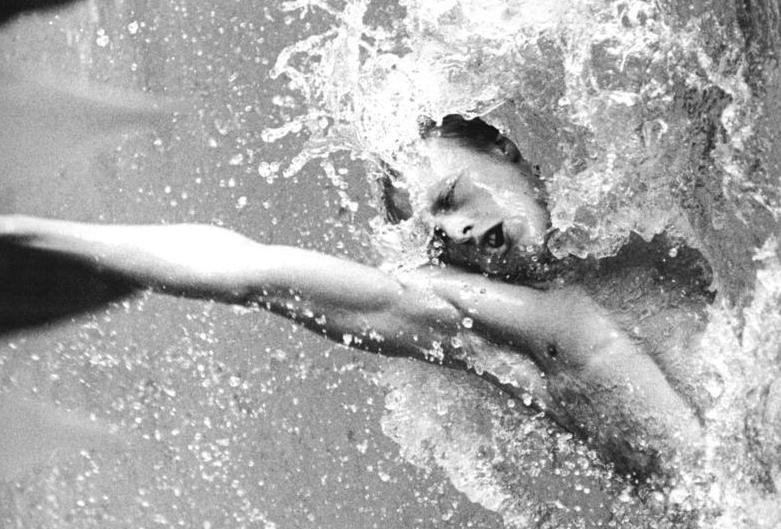
Frank Baltrusch bei den DDR-Meisterschaften 1983. Er stellt seinen eigenen DDR-Rekord ein und wird DDR-Meister

Bei den Weltmeisterschaften 1982 in Guayaquil und den Europameisterschaften 1983 in Rom und 1985 in Sofia erschwamm er jeweils Bronze über seine Paradestrecke. In den folgenden Jahren erwarb er sich den Ruf, „ewiger Zweiter“ zu sein. Er gewann Silber bei den Europameisterschaften 1987 in Straßburg über 100 Meter Rücken, den Schwimmweltmeisterschaften 1986 in Madrid über 200 Meter Rücken und bei den Olympischen Sommerspielen 1988 in Seoul ebenfalls über 200 Meter Rücken, wo er vom sowjetischen Sportler Igor Poljanski geschlagen wurde. Nach den Spielen beendete er seine Karriere.
1986 und 1988 wurde Frank Baltrusch mit dem Vaterländischen Verdienstorden in Silber ausgezeichnet. Baltrusch heiratete die Turmspringerin Katrin Zipperling und arbeitet heute als Verkaufsleiter für eine Versicherung in Magdeburg.